# 国鉄タキ6850形貨車
国鉄タキ6850形貨車（こくてつタキ6850がたかしゃ）は、かつて日本国有鉄道（国鉄）に在籍した私有貨車（タンク車）である。

## 概要
本形式は、アセトアルデヒド専用の30t 積タンク車として1966年（昭和41年）9月13日から1969年（昭和44年）10月2日月26日にかけて27両（タキ6850 - タキ6876）が三菱重工業にて製作された。
本形式の他にアセトアルデヒドを専用種別とする形式には、タム8400形（2両）、タキ9250形（22両）、タキ10400形（1両）、タキ11250形（6両）の4形式があり、本形式はその最大勢力であった。
所有者は、ダイセルの1社のみでありその常備駅は、信越本線（現・えちごトキめき鉄道妙高はねうまライン）の新井駅である。
普通鋼（一般構造用圧延鋼材）製のタンク体に、断熱材を巻き、薄鋼板製のキセ（外板）が設置された。
荷役方式は、タンク上部の液入管からの上入れ、液出管と窒素加圧による上出し方式である。
1979年（昭和54年）10月より化成品分類番号「燃32」（燃焼性の物質、引火性液体、危険性度合1（大））が標記された。
車体色は黒色、寸法関係は全長は15,080mm、全幅は2,500mm、全高は3,768mm、台車中心間距離は10,900mm、実容積は38.5m3、自重は21.0t、換算両数は積車5.0、空車2.2であり、台車はベッテンドルフ式のTR41Cである。
1982年（昭和57年）5月19日に最後まで在籍した1両（タキ6867）が廃車となり同時に形式消滅となった。

### 年度別製造数
各年度による製造会社と両数、所有者は次のとおりである。（所有者は落成時の社名）
- 昭和41年度 - 6両
  - 三菱重工業 6両 ダイセル（タキ6850 - タキ6855）
- 昭和42年度 - 15両
  - 三菱重工業 15両 ダイセル（タキ6856 - タキ6870）
- 昭和43年度 - 6両
  - 三菱重工業 6両 ダイセル（タキ6871 - タキ6876）